# Pieter Isidore De Greve
Pieter Isidore De Greve, meestal met voornaam Isidoor genoemd, (Sleidinge, 23 februari 1878 – Gent, 13 december 1965) was een Belgisch volksvertegenwoordiger.

## Levensloop
De Greve groeide op in een arbeidersgezin en werd aanvankelijk wever. Hij werkte zich op tot een van de eerste vrijgestelden binnen de christelijke vakbeweging en werd in 1906 secretaris van het Verbond van Textielarbeiders, de grootste centraal van het Algemeen Christelijk Vakverbond. Hij werd de leidende figuur in de vakbeweging van Tielt en omgeving. Na de Eerste Wereldoorlog behoorde hij samen met Arthur Catteeuw en Gaston Bossuyt tot de radicale vleugel van de vakbeweging die politieke autonomie voor de christelijke arbeiders opeiste.
In 1919 werd De Greve als vertegenwoordiger van de christelijke arbeiders voor de Katholieke Partij verkozen tot lid van de Kamer van volksvertegenwoordigers voor het arrondissement Roeselare-Tielt. Hij bleef dit tot in 1925. Ook was hij van 1921 tot 1926 gemeenteraadslid van Tielt.
In de Kamer behoorde hij tot de Katholieke Vlaamsche Kamergroep en ontpopte hij zich tot een van de leiders van de christendemocratische fractie binnen de katholieke partij. In december 1919 stemde hij tegen het regeerakkoord van de Regering-Delacroix II omdat hij vond dat er onvoldoende Vlaamse eisen werden ingewilligd. Ook stelde hij zich op als een antimilitarist en onthield hij zich steeds bij stemmingen over het legercontingent en over de begroting van landsverdediging. In juli 1923 stemde hij tegen het wetsontwerp van minister Pierre Nolf betreffende de gedeeltelijke vernederlandsing van de Rijksuniversiteit Gent, omdat De Greve vond dat dit niet ver genoeg ging. In februari 1924 behoorde hij tot de groep christendemocratische Kamerleden die de Regering-Theunis I ten val bracht. Bij de stemming over de regeringsverklaring van de herschikte regering-Theunis van maart 1924 onthield hij zich.
Als voorzitter van de christelijke arbeidersbeweging in West-Vlaanderen voerde hij actie voor bestendig afgevaardigde en latere senator Arthur Mulier, wie een activistisch verleden werd verweten. Hij organiseerde een massale steunbetoging in Roeselare op 22 april 1922.
Midden jaren 1920 verdween hij uit zijn verschillende mandaten. Over de reden hiervoor rijst twijfel. Op zijn fiche op de website ODIS staat dat hij er 'in het voorjaar van 1924' uit 'verwijderd' werd. Historicus Emmanuel Gerard vermeldde in de Nieuwe Encyclopedie van de Vlaamse Beweging dat hij om persoonlijke redenen geen vernieuwing meer van zijn mandaat vroeg. Historicus Romain Vanlandschoot weet zijn verwijdering aan een ontredderd privéleven.

## Publicatie
- Beknopte geschiedenis van de Christene textielorganisatie in België, Gent, 1913.